# Hebenstretia parviflora
Hebenstretia parviflora là một loài thực vật có hoa trong họ Huyền sâm. Loài này được E. Mey. mô tả khoa học đầu tiên.